# لويس فرناندو بايز
لويس فرناندو بايز (بالإسبانية: Luis Fernando Páez)‏ هو لاعب كرة قدم باراغواياني في مركز الهجوم، ولد في 19 ديسمبر 1989 في أسونسيون في باراغواي، وتوفي بنفس المكان في 7 أبريل 2019 بسبب حادث مرور. شارك مع منتخب باراغواي تحت 20 سنة لكرة القدم ومنتخب باراغواي لكرة القدم. أما مع النوادي، فقد لعب مع سبورتينغ لشبونة ونادي فاتيما.

## وصلات خارجية
- لويس فرناندو بايز على موقع قاعدة بيانات كرة القدم.إي يو (الإنجليزية)
- لويس فرناندو بايز على موقع Soccerway.com (الإنجليزية)
- لويس فرناندو بايز على موقع عالم كرة القدم.نت (الإنجليزية)